# Androphagen
Die Androphagen (von Altgriechisch „Ἀνδροφάγοι“ für „Menschenfresser“) waren nach Herodot ein Volksstamm, der nördlich von Skythien siedelte. Ihre Gebiete umfassten vermutlich die Wälder zwischen den Oberläufen von Don und Dnepr in der heutigen Grenzregion zwischen Russland und der Ukraine, etwa im Siedlungsgebiet der heutigen Mordwinen.
In seinen Historien beschreibt Herodot sie als „roheste unter allen Völkern“ (Buch 4.106). Es gebe bei ihnen keine Gesetze oder juristische Institutionen. Sie zögen mit ihren Herden im Land umher, kleideten sich wie die Skythen, sprächen aber eine eigene Sprache. Sie seien die einzigen Menschenfresser, von denen er (Herodot) gehört habe.
Plinius der Ältere beschrieb später in der Naturalis historia, dass sie den Skalp von Männern wie Servietten auf der Brust trügen und aus Schädeln tränken.